# 羅伯特·切斯伯勒
羅伯特·奧古斯塔斯·切斯伯勒爵士（英語：Sir Robert Augustus Chesebrough，1837年1月9日—1933年9月8日），美國化學家，石油脂的發現者，並在1878年5月14日以「凡士林」的名義註冊商標，同時也是切斯伯勒製造公司的創辦人。

## 生平

### 個人生活
切斯伯勒在1837年1月9日出生於英國倫敦，父母皆是美國人，並在紐約長大。他在1864年4月28日與瑪格麗特·麥克雷迪（Margaret McCredy）成婚，兩人育有3子1女，分別是小羅伯特（Robert Jr.）、威廉（William）、弗雷德里克（Frederick）及瑪莉昂（Marion）。

### 化學家生涯
1859年，時年22歲的切斯伯勒前往剛剛發現油田的賓夕法尼亞州泰特斯維爾，希望研究出石油可能會產生哪些新的材料。他在當地找到一根未精煉的黑色蠟棒後帶回其實驗室，並發現若通過從蠟棒中蒸餾出更輕、更稀的油品便可以製造出一種淺色凝膠。切斯伯勒之後從泰特斯維爾的工人口中得知，這種淺色凝膠經常黏附在油泵上，要刮除它並不是一件容易的事，但只要把其塗在被割傷或燒傷的傷口上，就能起到減輕疼痛並使傷口癒合得更快的功用 。切斯伯勒有見及此，便將德語的「水」（Wasser）和古希臘語的「油」（έλαιον）合二為一，將這淺色凝膠命名為「凡士林」（Vaseline）。
切斯伯勒在1870年於紐約布魯克林開設其第一間凡士林工廠，並在兩年後為該產品的製造工藝申請專利。到了1874年，其經營的商店每天銷售超過1,400罐凡士林。承著生意蒸蒸日上之際，他在隔年創辦切斯伯勒製造公司，以專門銷售凡士林，該公司隨後於1955年與旁氏合併，再在1987年被聯合利華收購。
在凡士林正式在市面上銷售前，切斯伯勒會在自己遭割傷或燒傷的傷口上進行測試，但經過多番推銷，各大藥房仍無意出售該產品。直至他周遊紐約，在觀眾面前用酸液或明火灼傷自己的皮膚，然後再把凡士林塗在傷口上，並一併展示自己過去的已痊癒傷口，聲稱是該產品的功勞後才有買家願意入貨銷售。他生前非常相信凡士林的功效，以至於聲稱每天都會吃一勺凡士林。切斯伯勒50多歲的時候得了一次嚴重的胸膜炎，看診護士用凡士林塗抹其全身後便很快痊癒，他也因此稱他的康復全賴凡士林。
據信維多利亞女王是凡士林的忠實粉絲，並且每天都會使用它。1883年，切斯伯勒因其科學成就被維多利亞女王封為爵士。時至今日，作為潤膚劑的凡士林仍可防止98%以上的水分經表皮流失，同時是皮膚手術後的首選治療方法之一。

### 逝世
1933年9月8日，切斯伯勒在新澤西州斯普林萊克的家中安詳離世，並最後下葬在紐約布朗克斯的伍德勞恩公墓。

## 外部連結
- 在Find a Grave上的羅伯特·切斯伯勒